# Малое Тугаево
Ма́лое Туга́ево (чув. Малти Тукай, Пӗчӗк Малти Тукай) — деревня в Канашском районе Чувашской Республики. Административный центр Новочелкасинского сельского поселения.

## География
Находится в центральной части Чувашии, на расстоянии приблизительно 12 км на запад-северо-запад по прямой от районного центра города Канаш на берегах реки Поштанарка.

## История
Известна с 1719 года, как деревня из 5 дворов с мужским населением 14 человек. В 1795 году было учтено 14 дворов, 91 житель, в 1858 — 18 дворов, 137 жителей, в 1897—181, в 1926 — 49 дворов, 258 жителей, в 1939—336 жителей, в 1979—247. В 2002 году было 69 дворов, в 2010 — 60 домохозяйств. В 1931 году образован колхоз «Парижская коммуна», в 2010 действовал СХПК «Родина».

## Население
Постоянное население составляло 242 человека (чуваши 100 %) в 2002 году, 212 в 2010.